# Paracetopsis atahualpa
Paracetopsis atahualpa és una espècie de peix de la família dels cetòpsids i de l'ordre dels siluriformes.

## Hàbitat
És un peix d'aigua dolça i de clima tropical.

## Distribució geogràfica
Es troba a Sud-amèrica: rius Tumbes (el Perú) i Zarumilla (Equador).